# Monumento a Aida de la Fuente

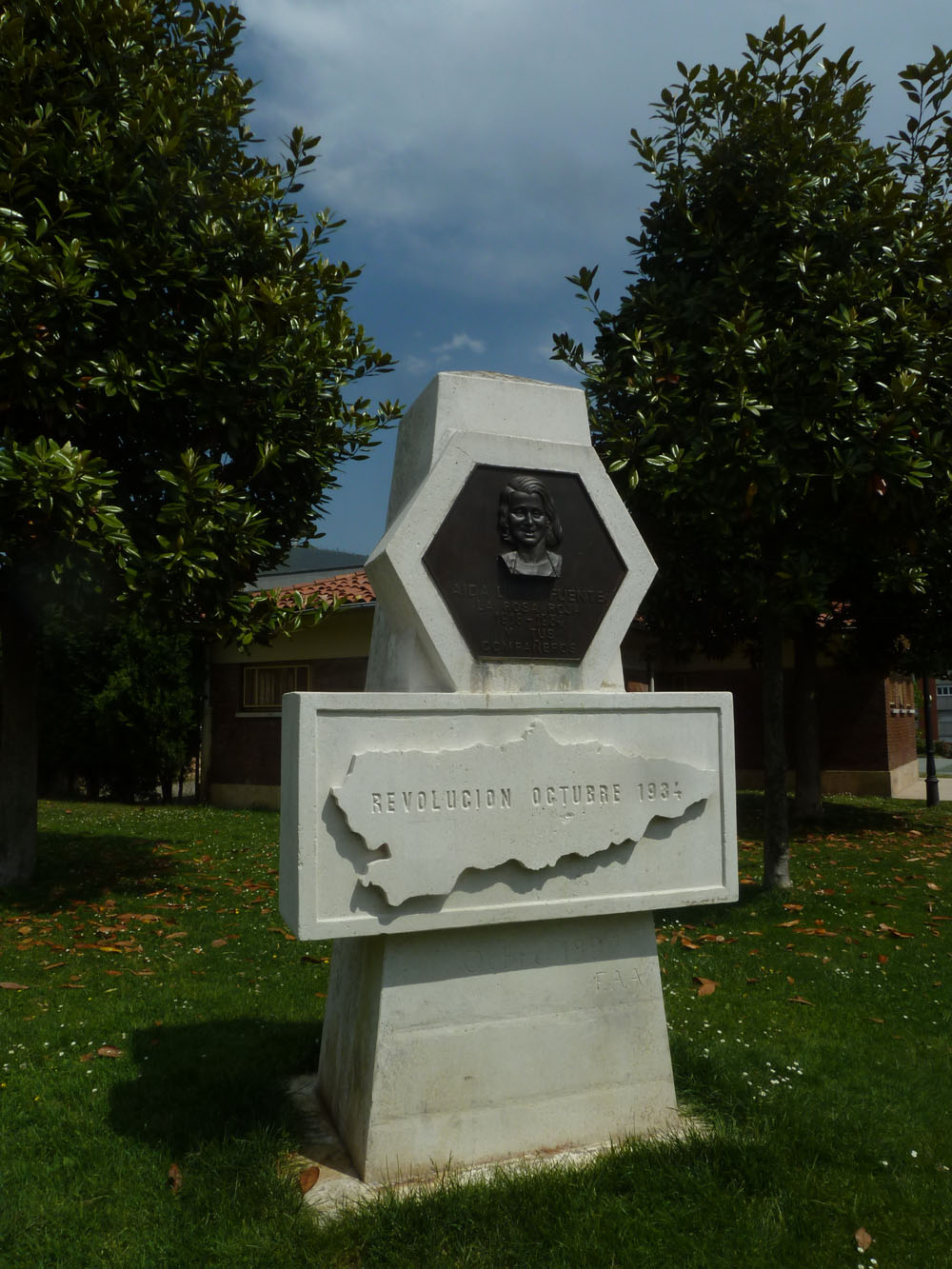
Monumento a Aida de la Fuente.

El monumento a Aida de la Fuente, ubicado en el parque de San Pedro de los Arcos, en la ciudad de Oviedo, Principado de Asturias, España, es una de las más de un centenar esculturas urbanas que adornan las calles de la mencionada ciudad española.
El paisaje urbano de esta ciudad se ve adornado por obras escultóricas, generalmente monumentos conmemorativos dedicados a personajes de especial relevancia en un primer momento, y más puramente artísticas desde finales del siglo XX.
La escultura, hecha en bronce, es obra de Félix Alonso Arena y está datada en 1997. Es una obra que se erigió por suscripción popular, con la finalidad de recordar la Revolución asturiana de octubre de 1934 en la conocida figura de Aida de la Fuente (1918-1934), popularmente llamada «la Rosa Roja».
Se trata de  un monolito de piedra que está atravesado a media altura por un bloque que contiene un mapa de Asturias en altorrelieve y presenta la leyenda «Revolución de octubre de 1934». Todo queda completado mediante un  medallón de bronce con el rostro en relieve de Aida de la Fuente.